# The Blind Fiddler
The Blind Fiddler (auch Tregonebris- oder Trenuggo Longstone genannt) ist ein über 3,3 Meter hoher quarzgebänderter Menhir (englisch Standing stone) aus Granit, der bei Catchall nahe der A30 in Cornwall in England hinter einer Hecke steht. Im 19. Jahrhundert wurden hier Gräber entdeckt, was es wahrscheinlich macht, dass der Stein mit dem nahegelegenen Steinkreis von Boscawen-ûn in Verbindung steht.
Der Stein war angeblich ein Musiker, der seine christlichen Pflichten vernachlässigte, indem er am Sabbat Musik spielte, wobei seine Strafe die Versteinerung war. Er verdankt seinen Namen, zusammen mit zahlreichen anderen Fiddler-Steinen einer Parabel, die die Menschen von heidnischen Ritualen und Zeremonien abhalten sollte. 
Der Blind Fiddler hat eine dreieckige Form und ist an seiner Basis über 1,8 Meter breit, während er ansonsten auffallend schlank und glatt ist.